# Seseli haussknechtii
Seseli haussknechtii är en flockblommig växtart som först beskrevs av Pierre Edmond Boissier, och fick sitt nu gällande namn av Minosuke Hiroe. Seseli haussknechtii ingår i släktet säfferötter, och familjen flockblommiga växter. Inga underarter finns listade i Catalogue of Life.